# Lucas Rotich
Lucas Kimeli Rotich, né le 16 avril 1990 à Kapsoiyo, est un athlète kényan, spécialiste des courses de fond.

## Biographie
Le 13 octobre 2013, Lucas Rotich termine neuvième du marathon d'Eindhoven en 2 h 14 min 49 s.
Le 4 mai 2014, il se classe huitième du marathon de Hambourg en 2 h 9 min 22 s. Le 19 octobre, Rotich termine deuxième du marathon d'Amsterdam en 2 h 7 min 18 s. 
Le 26 avril 2015, Lucas Rotich remporte le marathon de Hambourg en 2 h 7 min 17 s et réalise sa meilleure performance sur la distance.
Le 6 mars 2016, il remporte marathon du lac Biwa, au Japon, en 2 h 9 min 11 s. Le 29 mai, il se classe cinquième du marathon d'Ottawa en 2 h 17 min 15 s. Le 6 novembre, Lucas Rotich termine deuxième du marathon de New York en 2 h 8 min 53 s derrière l'Érythréen Ghirmay Ghebreslassie.

## Palmarès
| Date | Compétition          | Lieu      | Résultat | Épreuve  |
| ---- | -------------------- | --------- | -------- | -------- |
| 2013 | Marathon d'Eindhoven | Eindhoven | 9e       | Marathon |
| 2014 | Marathon de Hambourg | Hambourg  | 8e       | Marathon |
| 2014 | Marathon d'Amsterdam | Amsterdam | 2e       | Marathon |
| 2015 | Marathon de Hambourg | Hambourg  | 1er      | Marathon |
| 2015 | Marathon de Chicago  | Chicago   | 8e       | Marathon |
| 2016 | Marathon du lac Biwa | Lac Biwa  | 1er      | Marathon |
| 2016 | Marathon d'Ottawa    | Ottawa    | 5e       | Marathon |
| 2016 | Marathon de New York | New York  | 2e       | Marathon |

## Records
| Épreuve       | Performance    | Lieu           | Date          |
| ------------- | -------------- | -------------- | ------------- |
| 10 kilomètres | 27 min 56 s    | Cape Elizabeth | 6 août 2011   |
| Semi-marathon | 59 min 44 s    | La Haye        | 13 mars 2011  |
| Marathon      | 2 h 7 min 17 s | Hambourg       | 26 avril 2015 |